# شجرة السمن
شجرة السمن  أو غبيراء الحابلين أو غبيراء أو غبيراء برية (الاسم العلمي Sorbus aucuparia)، هي شجرة من فصيلة الوردية برية أو زراعية يبلغ ارتفاعها 21-16 متر، أفنادها وأفنانها وأوراقها خملية، وهي ذات أوراق مركبة وتربة التجميع، وريقاتها سنانية مسنن الحافة عددها من 11-17 وريقة، أزهارها ذات رائحة كريهة ثلاثية أو رباعية البتلات، وثمارها أرجوانية كروية يبلغ قطرها 10 ملم.